# Abhidharmakosha
L'Abhidharmakośakārikā ou les Versets sur le Trésor de l'Abhidharma est un traité bouddhique majeur sur l'Abhidharma, composé en vers et en sanskrit par Vasubandhu au IVe siècle ou Ve siècle de notre ère. Il s'agit d'une étude magistrale de la pensée du courant Sarvāstivādin, en quelque 600 versets divisés en huit chapitres. En Inde, au Tibet et en Asie de l'Est, ce texte est respecté et enseigné dans les écoles bouddhiques. 
Vasubandhu écrivit par la suite un commentaire très critique sur cet ouvrage, intitulé Abhidharmakośa-bhāsya (« bhāsya» signifie « exposition, commentaire »). Il y critique les interprétations des Sarvāstivādins, Vaibhasikas et d'autres des principes présentés dans ses œuvres précédentes dans une perspective Sautrāntika. Ce commentaire comprend un chapitre supplémentaire en prose réfutant l'idée de la « personne » (pudgala) adopté par certains membres de l'école de Pudgalavada. Cependant, plus tard, le maître Sarvāstivādin et spécialiste de l'Abhidharma, Saṃghabhadra (en), considéra qu'il avait déformé leur pensée dans ce processus. Il désigne alors Vasubandhu comme un Sautrāntika (défenseur des sutras) plutôt que comme un défenseur de l'Abhidharma.

## Sections
L'ouvrage est divisé en neuf sections (littéralement « emplacements de trésors ») : les huit chapitres originaux du traité, et le neuvième ajouté par Vasubandhu à son commentaire. Philippe Cornu en donne la traduction suivante,:
1. Les éléments (dhātu)
2. Les facultés des sens (indriya)
3. Les mondes (loka)
4. Les actes (karma)
5. Les reliquats (anuśaya)
6. La voie et les abandons (mārga-prahāṇa)
7. La sagesse (jñāna)
8. Les obtentions (samāpatti)
9. Le problème de la personne (pudgala)

## Karma: causes, conditions, résultats
Le chapitre quatre du Kośa est consacré à une étude du karma, et les chapitres deux et cinq contiennent une formulation du mécanisme de fructification et de rétribution. Les philosophes du Mahayana tardif s'inspirent de ces analyses afin de comprendre les perspectives du bouddhisme précoce.
Vasubandhu s'intéresse aux  causes et conditions de la production de résultats, dans le cadre d'une réflexion sur le karma qui présente à la fois la « cause de la maturation » et le « résultat mûri ». Les conditions y sont souvent considérées comme des causes auxiliaires. Vasubhandhu s'inspire des traités antérieurs de Sarvāstivādin Abhidharma pour établir une étiologie bouddhiste élaborée avec les six causes suivantes :
- Causes agissantes[note 5], c'est-à-dire tous les phénomènes, autres que le résultat lui-même, qui n'empêchent pas la production du résultat. Elles incluent, d'une part, des causes agissantes puissantes, telles qu'une graine pour une pousse, et d'autre part, des causes agissantes impuissantes, telles que l'espace qui permet à une pousse de pousser et la mère ou les vêtements du fermier qui a planté la graine.
- Causes survenant simultanément[note 6] avec les résultats. Les caractéristiques et tous ceux qui les possèdent sont incluses.
- Causes congruentes[note 7]. Il s'agit d' une sous-catégorie de causes apparaissant simultanément; elle comprend les causes partageant le même objet focal, aspect mental, capteur cognitif, temps et inclinaison avec leurs causes. Elle se réfère principalement à la conscience primaire et à ses facteurs mentaux congruents.
- Cause de statut égal[note 8]. Il s'agit de causes pour lesquelles les résultats sont des moments ultérieurs dans la même catégorie de phénomènes. Par exemple, un moment de patience peut être considéré comme la cause du prochain moment de patience.
- Causes de conduite[note 9]. Ce sont des émotions et attitudes dérangeantes qui provoquent d'autres émotions et attitudes dérangeantes ultérieures dans le même plan d'existence, même si les deux n'ont pas besoin d'avoir le même statut éthique.
- «Cause de maturation[note 10]. La cause karmique ou l'efficacité[7].

Les conditions sont au nombre de quatre : 
- Conditions causales[note 11]. Correspond à cinq des six causes, à l'exception du kāraṇahetu (causes agissantes), qui correspondent, elles, aux trois conditions ci-dessous.
- Conditions immédiatement précédentes[note 12]. Une conscience qui précède un sens ou une conscience mentale sans aucune conscience intermédiaire et qui produit la conscience ultérieure en une entité prête à l'expérience.
- Condition focale[note 13]. Ou « condition d'objet »; objet qui produit directement la conscience en l'appréhendant comme ayant son aspect, par exemple l'objet bleu provoque la génération d'une conscience oculaire pour qu'elle ait l'aspect du bleu.
- Condition dominante[note 14].

Les résultats, au nombre de cinq, sont les suivants :
- Résultats affinés[note 15]. Résultats karmiques[7].
- Résultats qui correspondent à leur cause [note 16]. Effets causalement concordants
- Résultats dominants[note 17]. Le résultat de la prédominance. Tous les dharmas conditionnés sont les adhipatiphala (résultats dominants) d'autres dharmas conditionnés[8].
- Résultats créés par les êtres humains[note 18]. Un résultat dû à l'activité d'un autre dharma.
- Des résultats qui sont des états de séparation[note 19]. Il ne s'agit pas de résultat; ce terme se réfère à la cessation qui découle de la perspicacité.

## Traductions
L’Abhidharmakośa-kārikā (les versets) et l’Abhidharmakośa-bhāsya (l'auto-commentaire) sont traduits en chinois au VIe siècle par Paramārtha (T1559), puis au VIIe siècle par Xuanzang (T1560 & T1558). D'autres traductions et commentaires existent en tibétain par Kawa Paltsek et Jinamitra au VIIIe siècle, en mongol classique et en ancien ouighour.
La plus ancienne traduction dans une langue occidentale est celle, en français, de Louis de La Vallée-Poussin, publiée de 1923 à 1931 en six volumes. Elle se fonde avant tout sur la traduction chinoise de Xuanzang, mais fait aussi référence aux textes sanscrit et tibétain, et à la traduction chinoise de Paramārtha.

## Commentaires
Il existe de nombreux commentaires écrits sur ce texte, à commencer par l'autocommentaire de Vasubandhu (l'Abhidharmakoshabhashya). Sthiramati, disciple de Vasubandhu, écrit le Tattvartha-tika au VIe siècle. Le savant Nalanda Yasomitra (VIe siècle), compose aussi un sous-commentaire sur l'Abhidharmakoshabhasya, le Sputarth-abhidharmakosa-vyakhya. D'autres érudits rédigent des commentaires sur le Kosha pour défendre les principes des Sarvastivadin que Vasubandhu réfute dans son propre commentaire. Il y a notamment le Nyayanusara («En accord avec la vérité», de Samghabhadra, Ve siècle) et l'Abhidharma-dipa («Lampe de l'Abhidharma», anonyme).
Le commentaire de Dignaga, l'Abhidharmakosha Vṛtti Marmadipa comprend de nombreuses citations de sutra. L'Abhidharmakośopāyikā-ṭīkā de Śamathadeva, (Le compagnon essentiel du Trésor de l'Abhidharma, Tib. Chos mngon paʼi mdzod kyi ʼgrel bshad nye bar mkho ba zhes bya ba, Derge no. 4094 / Pékin no. 5595), est un manuel de l'Abhidarmakosha qui cite des passages du Mūlasarvāstivāda Tripitaka.
Le 1er dalaï-lama, Gendun Drup (1391-1474), compose un commentaire intitulé Illumination du chemin menant à la liberté. Mikyö Dorje, 8e karmapa (1507-1554) publie un commentaire (tibétain : ཆོས་མངོན་པའི་མཛོད་ཀྱི་འགྲེལ་པ་རྒྱས་པར་སྤྲོས་པ་གྲུབ་བདེའི་དཔྱིད་འཇོ, Wylie : chos mngon pa’i mdzod kyi 'grel pa rgyas par spros pa grub bde’i dpyid 'jo) en deux volumes sur ce texte.